# Софрито
Софрито е сос, който се използва като основа за готвене на много ястия в испанската, португалската и латиноамериканската кухня. Сосът се приготвя по различни начини, но обикновено се състои от ситно нарязани ароматни съставки, запържени или задушени в растително масло.
В испанската кухня софрито се приготвя от чесън, лук, чушки, домати и зехтин.
В колумбийската кухня софрито се нарича „хогао“ или „гуисо“ и се приготвя основно от домати, лук, кориандър и понякога чесън, като се използва при готвене на варива, месо, ориз и други.